# Лангганс, Карл Готтгард
Карл Готтгард Лангганс, Карл Готтхард Лангханс (нем. Carl Gotthard Langhans; 15 декабря 1732, Ландесхут (ныне Каменна-Гура), Силезия — 1 октября 1808, Грюнайх под Бреслау) — прусский архитектор и строитель Берлина. Его произведения являются одними из ранних построек в стиле классицизма в Германии. Его самая известная работа — Бранденбургские ворота в Берлине.

## Биография

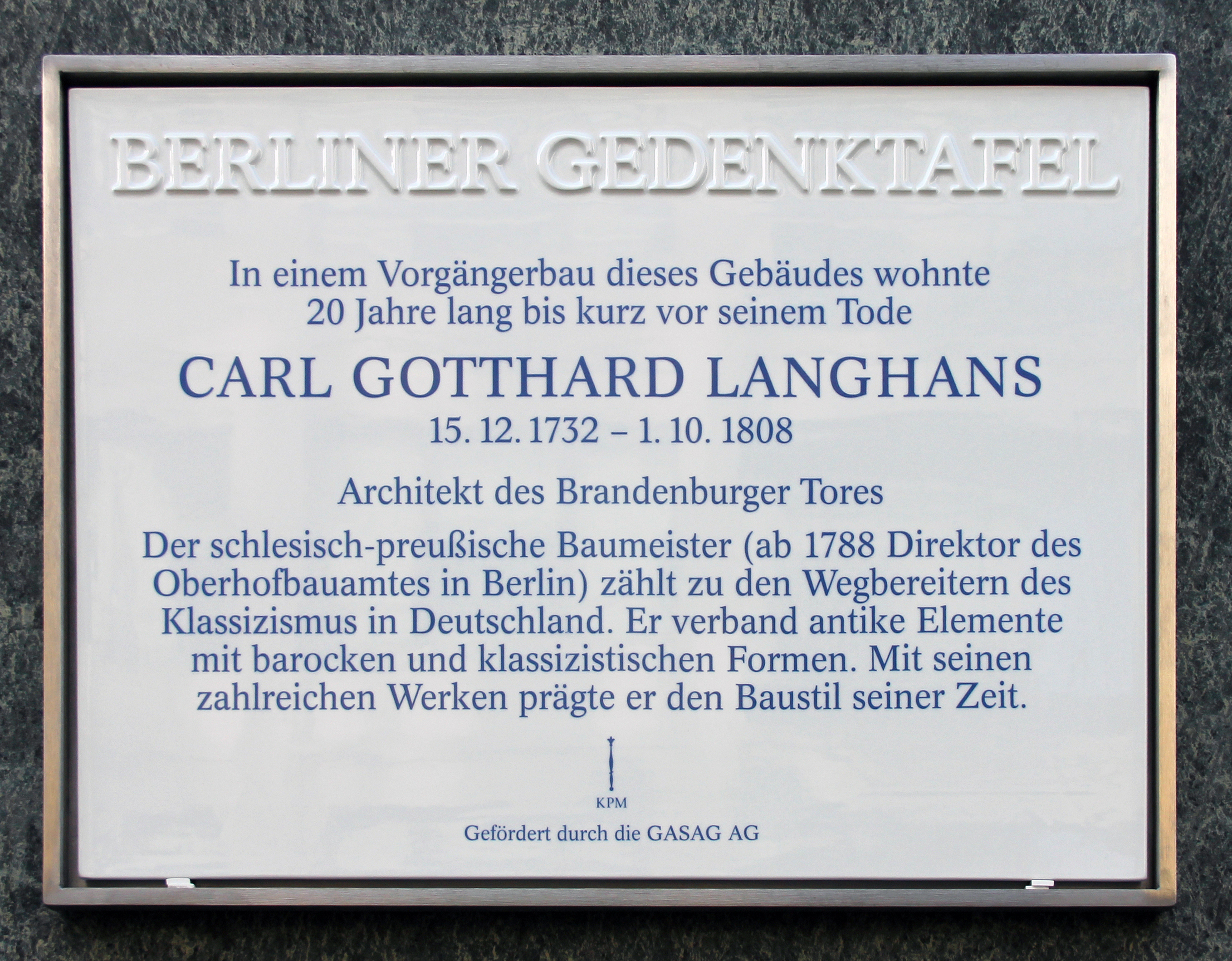
Памятная доска. Берлин, Шарлоттенштрассе, 48

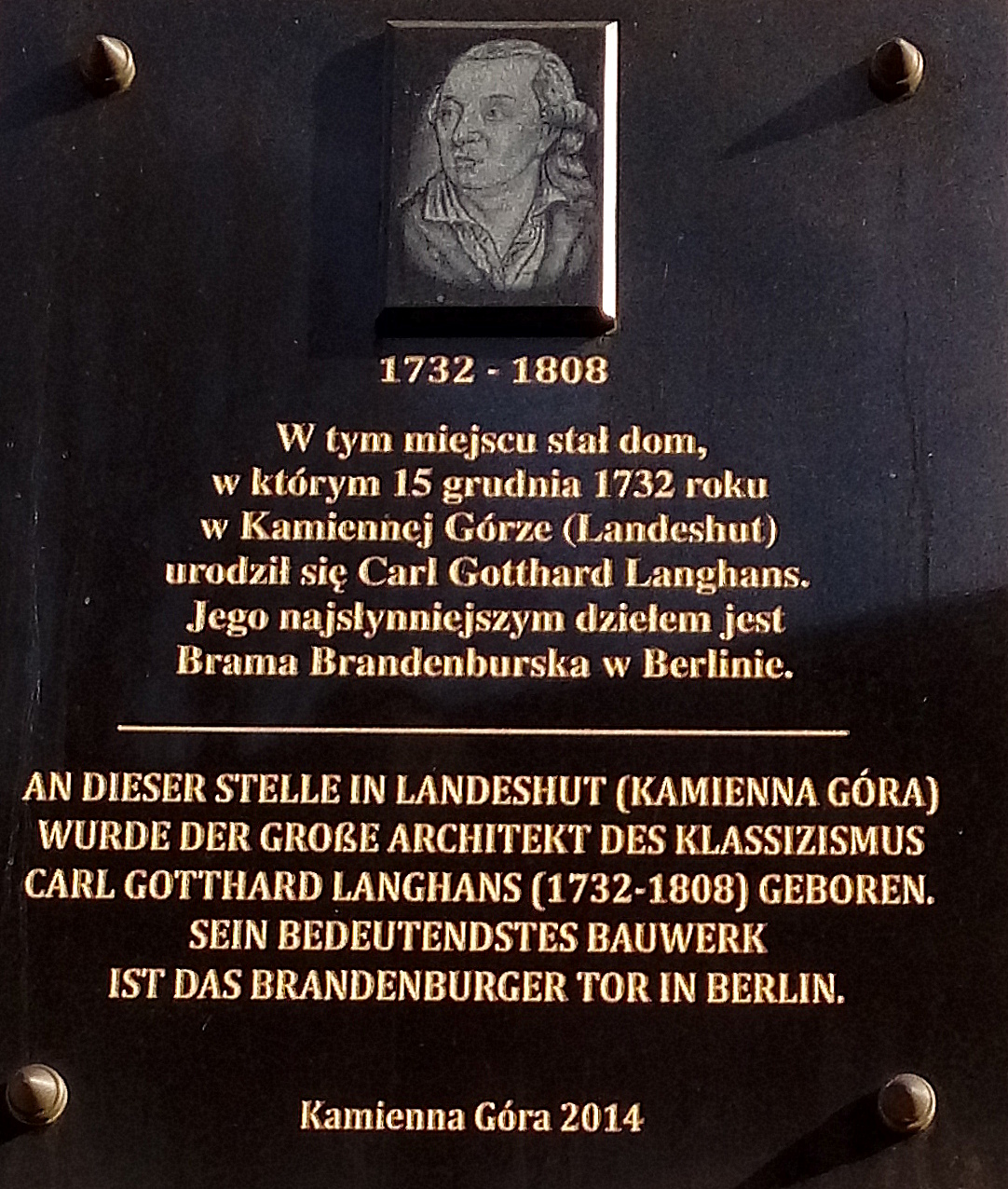
Мемориальная доска. Каменна-Гура, Силезия

Карл Готтгард Лангганс был сыном Готфрида Лангганса (? —1763), проректора евангелических школ в Ландешуте и Швайднице. Лангганс изучал право, математику и языки в Университете Галле (1753—1757). Архитектуру изучал самостоятельно, читая труды древнеримского архитектора Витрувия, а также Иоганна Иоахима Винкельмана. Брал частные уроки в Бреслау.
В 1764 году Лангганс устроился строительным инспектором при дворе принца Франца Филиппа фон Хацфельд-Глейхен-Трахенберга (1717—1779), чей городской дворец в Бреслау, разрушенный во время Семилетней войны, он восстанавливал в 1766—1774 годах по собственному проекту. В качестве первой работы на службе королевской семьи Лангганс в 1766 году проектировал лестницу и «ракушечный зал» в стиле фридерицианского рококо в Рейнсбергском дворце для принца Генриха Прусского.
При поддержке принца фон Хацфельда в 1768—1769 годах Лангганс смог поехать в Италию. Позднее он посетил Англию, Голландию, Бельгию и Францию. В 1771 году Карл Готтгард женился на Анне Элизабет Йекель, дочери юриста из Бреслау. У них было пятеро детей: дочери Луиза Амалия и Джулиана Вильгельмин, сын Карл Фердинанд, который стал архитектором. Двое других детей умерли в раннем возрасте. Лангганс и его семья с 1782 года жили в Бреслау, в 1786 году переехали в Берлин.
В 1786 году Лангганс стал почётным членом Берлинской Академии искусств. В 1788 году король Пруссии Фридрих Вильгельм II назначил его директором недавно основанного Главного строительного управления (Oberhofbauamtes) в Берлине.
В Бреслау он был членом «Масонской ложи у Столпа» (Freimaurerloge Zur Säule). В преклонном возрасте архитектор удалился в свое имение в Грюнайхе недалеко от Бреслау. Похоронен на Большом кладбище (Großen Friedhof) во Вроцлаве. Кладбище было разрушено в 1957 году.
Сын Карла Готтарда Лангганса — Карл Фердинанд (1782—1869) — также берлинский архитектор театральных зданий, последователь К. Ф. Шинкеля, работавший в стиле «прусского эллинизма».

## Архитектурное творчество
Лангханс родился в период барокко, а заканчивал своё творчество в период классицизма. Он не успел создать ярко выраженный индивидуальный стиль, поскольку работал в переходный период, сочетая приёмы позднего барокко с элементами, почерпнутыми из античности. Он использовал зарисовки классической архитектуры, сделанные во время своих путешествий. В некоторых проектах он применял не только барочные, но и неоготические элементы, как например, в башне Мариенкирхе (Берлин-Митте) в 1789—1790 годах, а также в здании Потсдамской «Готической библиотеки» (1792—1794), построенной по заданию Фридриха Вильгельма II, а также в садовых постройках парка Сан-Суси.
В 1792 году Ланггансу была поручена внутренняя отделка пострадавшего от пожара здания Оперного театра на Унтер-ден-Линден, построенного в 1741—1742 годах по проекту Георга Венцеслауса фон Кнобельсдорфа в стиле английского классицизма по образцам палладианской архитектуры.
Во время путешествия в Англию Лангганс познакомился с архитектурой английского классицизма братьев Роберта и Джеймса Адамов, особенности которого он часто использовал в своих проектах. Работы Лангганса в стиле классицизма снискали ему репутацию «современного архитектора». Одним из первых в Германии он стал использовать мотивы палладианской архитектуры.
С постройкой Бранденбургских ворот (1789—1791) современники увидели в нём «мастера греческой архитектуры», «который поднимает Афины из руин и придаёт столице новое великолепие». Примечательно, что в качестве прототипа Бранденбургских ворот Лангганс избрал не древнеримскую триумфальную арку, а типично греческие пропилеи с горизонтальным, архитравным перекрытием, классический образец которых дан в Пропилеях Афинского Акрополя. «Силезская областная газета» в 1808 году писала: «В Силезии началось улучшение вкуса в архитектуре и во всех искусствах и ремёслах». Карл Готтгард Лангганс завершил возведение парадной резиденции короля Фридриха Вильгельма II, Мраморного дворца в Новом саду Потсдама, начатое Карлом фон Гонтардом, и выполнял много других заказов в Берлине.
Архитекторы Лангханс и Жилли, Давид Давид Жилли стали создателями берлинского классицизма, архитектурного стиля, который в связи с последующими постройками в столице К. Ф. Шинкеля назовут «прусским эллинизмом».

## Память
Карл Готтгард Лангганс кончался в 1808 году. На доме в Каменна-Гура (Силезия), где он родился, установлена памятная доска. Часть городского парка была названа в его честь. Мемориал создан в столичном районе Берлин-Кройцберг. Мемориальная доска установлена на месте его бывшего дома на Шарлоттенштрассе в районе Берлин-Митте. Федеративная Республика Германии почтила память архитектора Лангганса в дни его 250-летия и 275-летия, выпустив специальные почтовые марки. Марка 80 пфеннигов появилась 10 ноября 1982 года (мотив: дворцовый театр в Шарлоттенбурге) и марка стоимостью 55 центов 27 декабря 2007 года (мотив: Бранденбургские ворота).

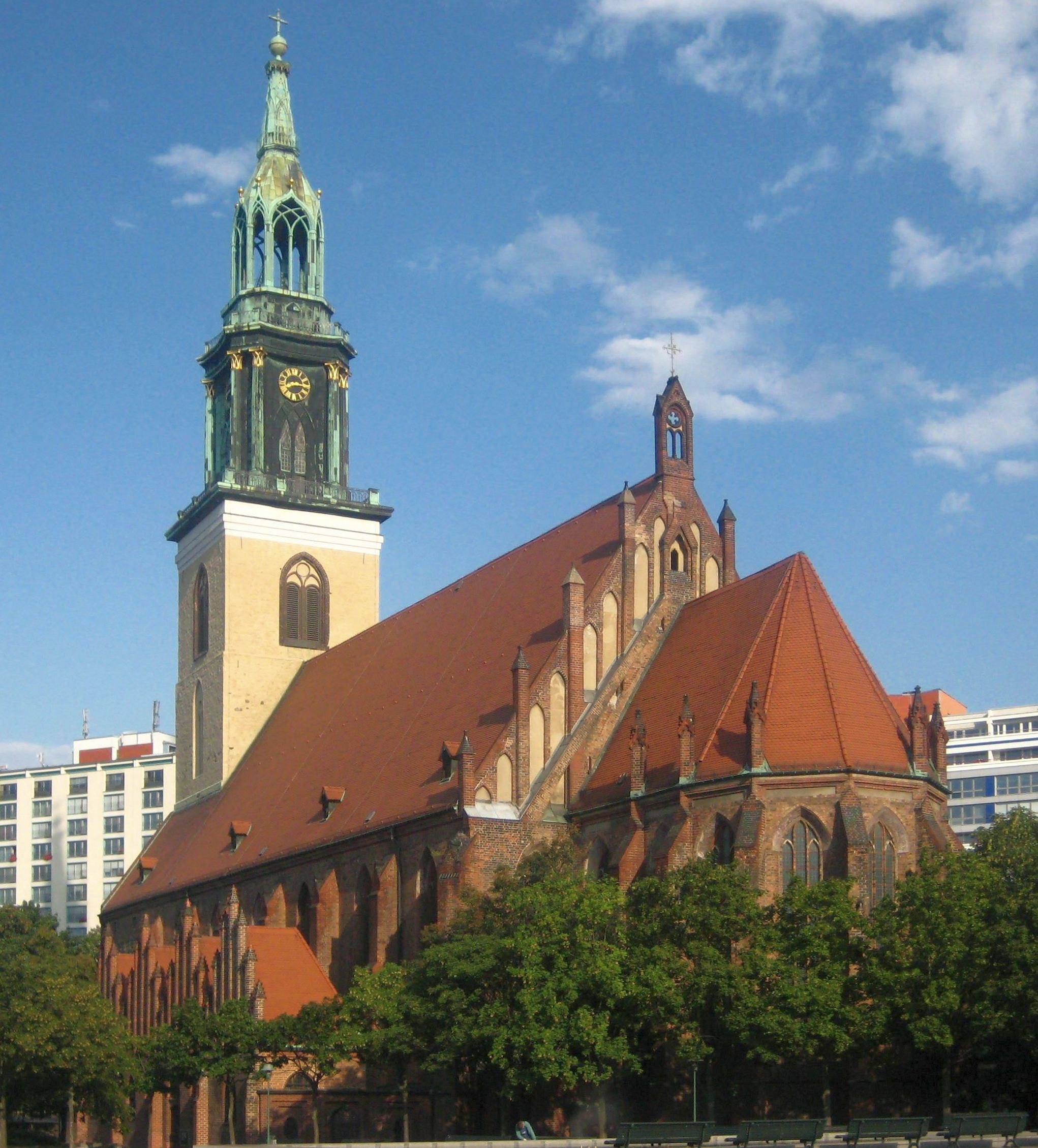
Церковь Святой Марии (Мариенкирхе). Берлин-Митте. 1789—1790
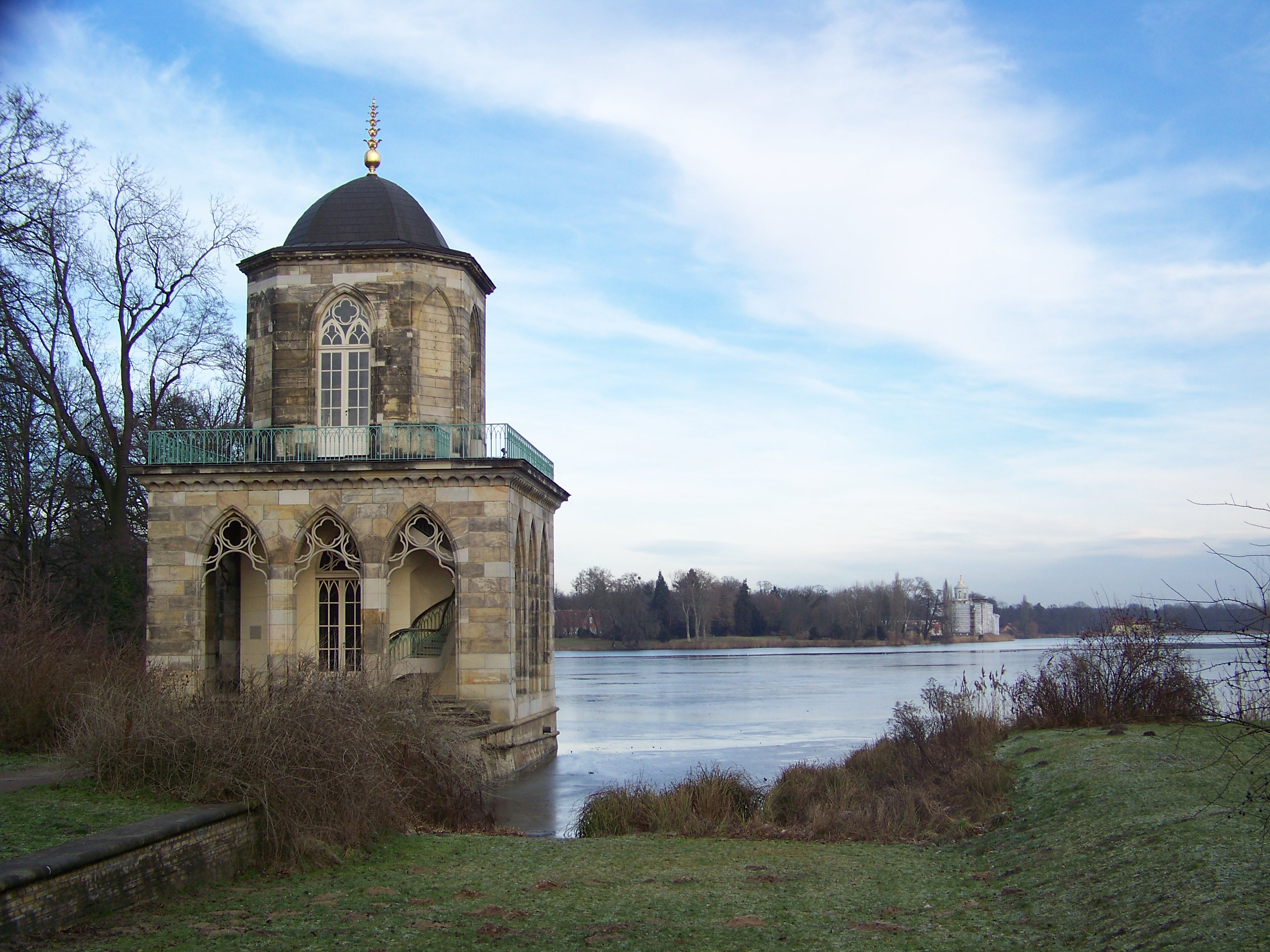
Готическая библиотека. Потсдам. 1792—1794
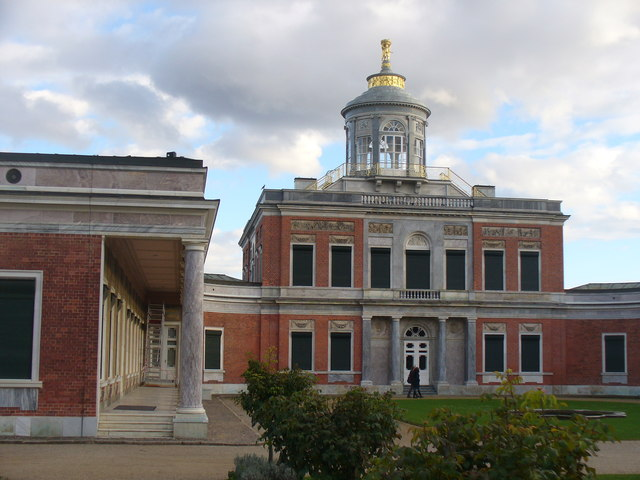
Мраморный дворец в Потсдаме. 1787—1792
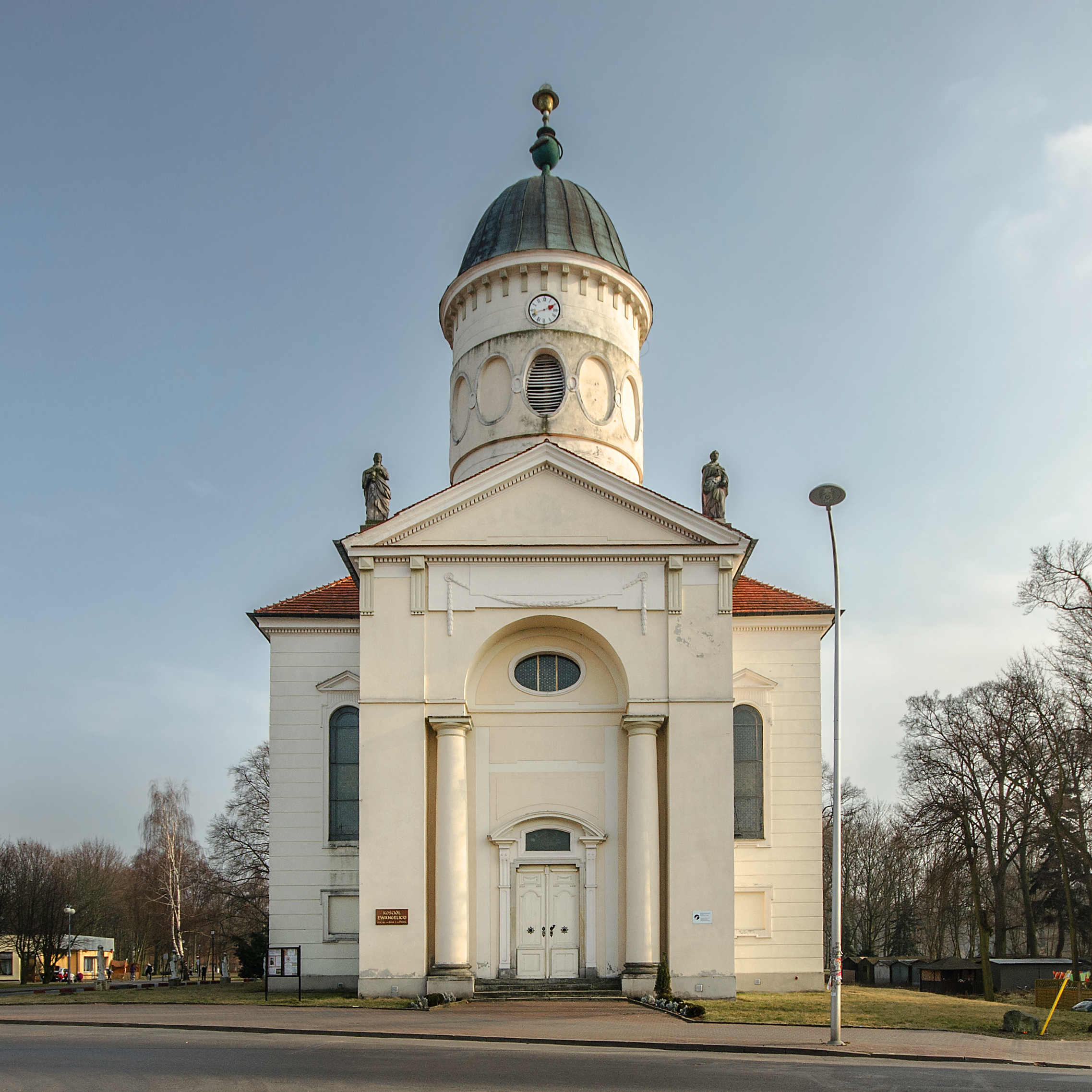
Лютеранская церковь в Зикове, Нижняя Силезия. 1785
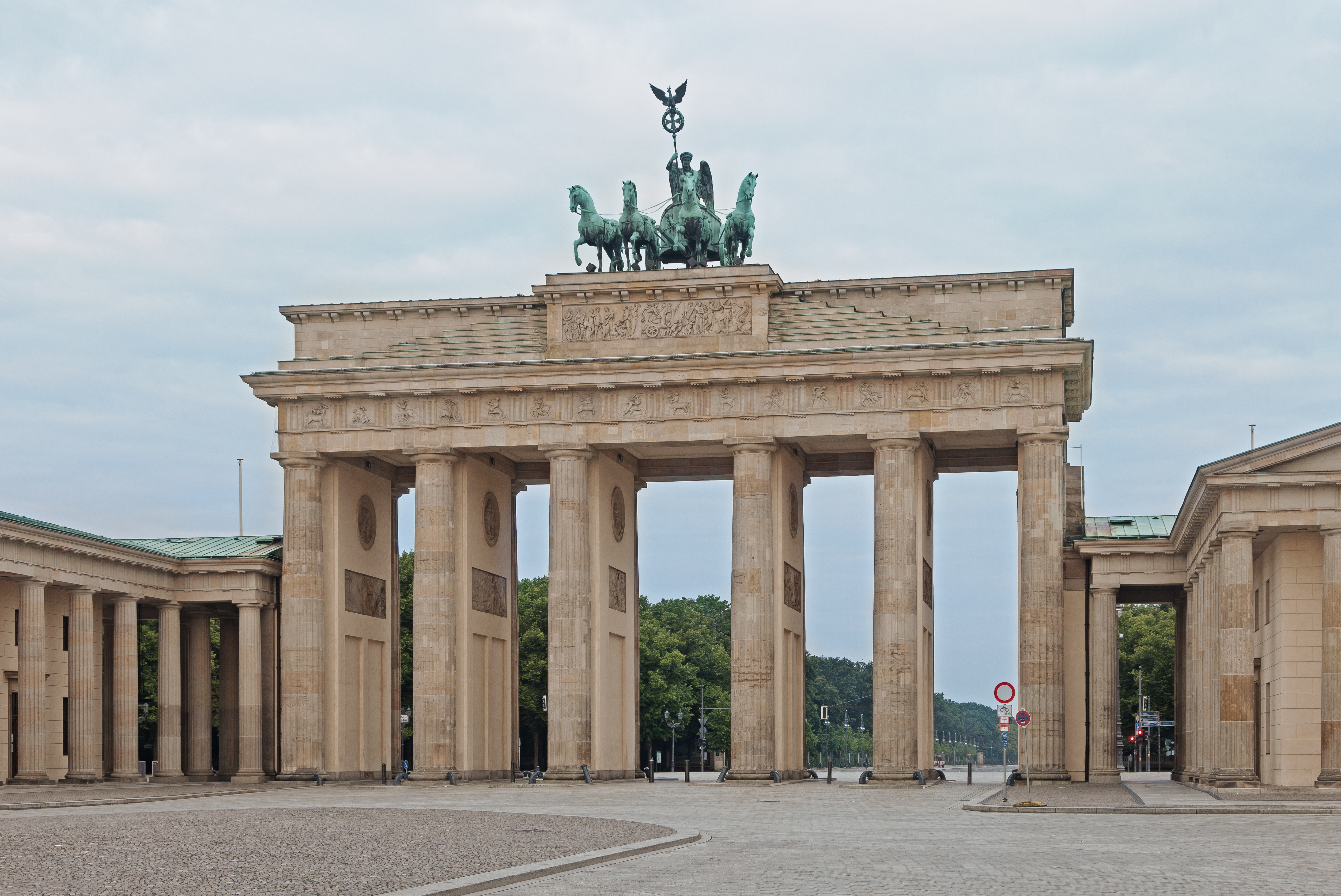
Бранденбургские ворота. Берлин. 1789—1791
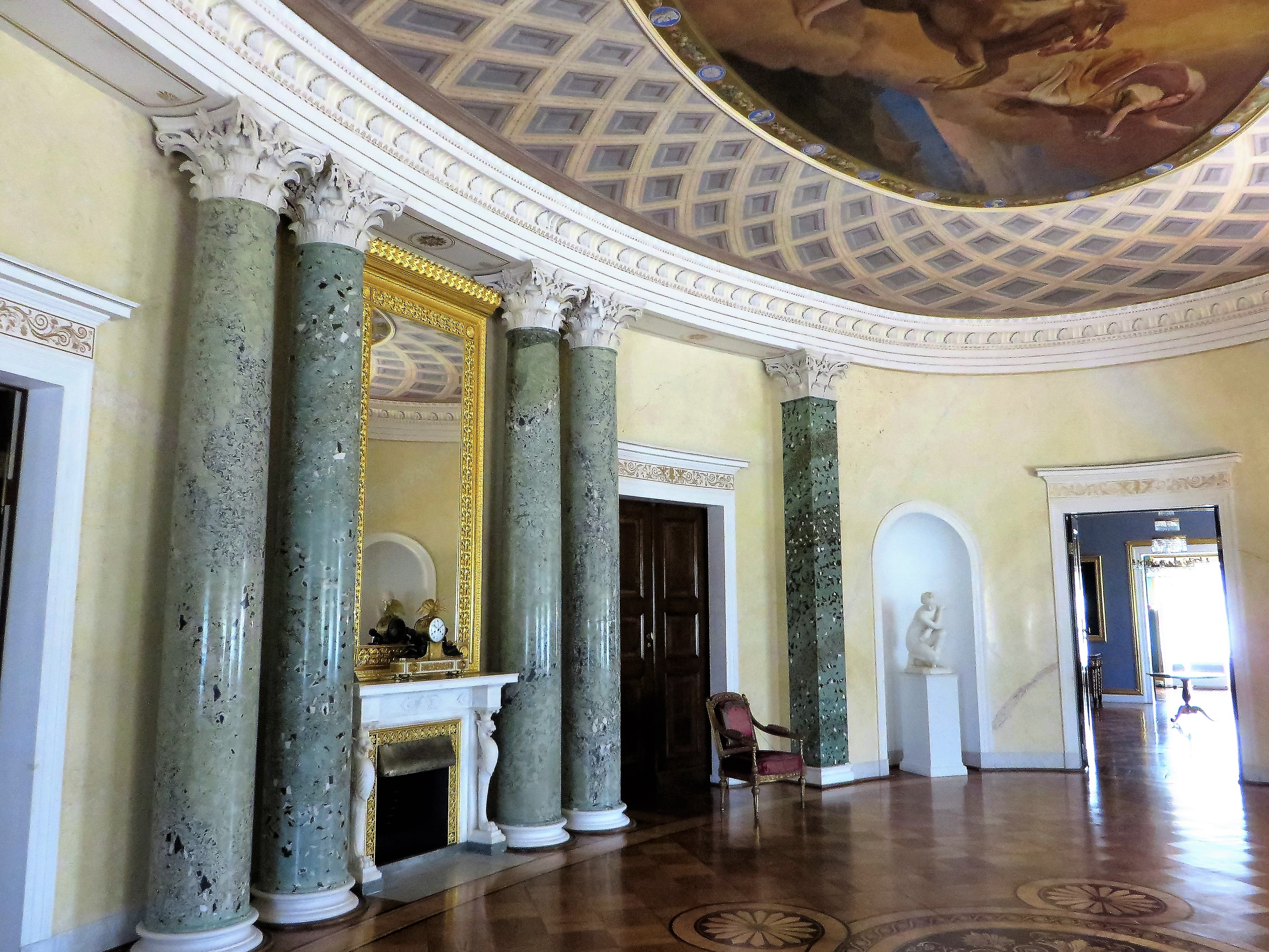
Овальный зал Мраморного дворца. Потсдам. 1789
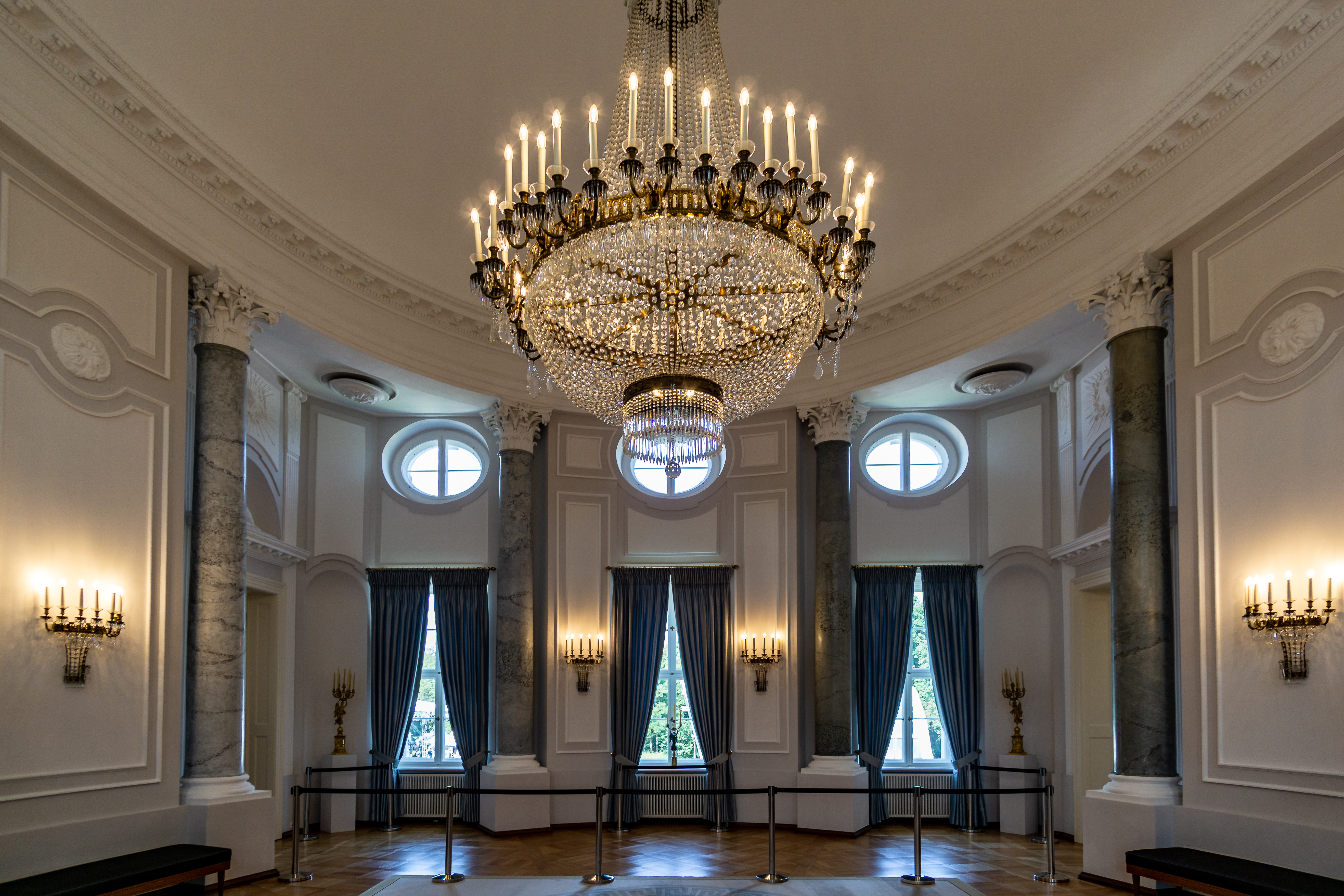
Интерьер замка Бельвю. Берлин. 1790
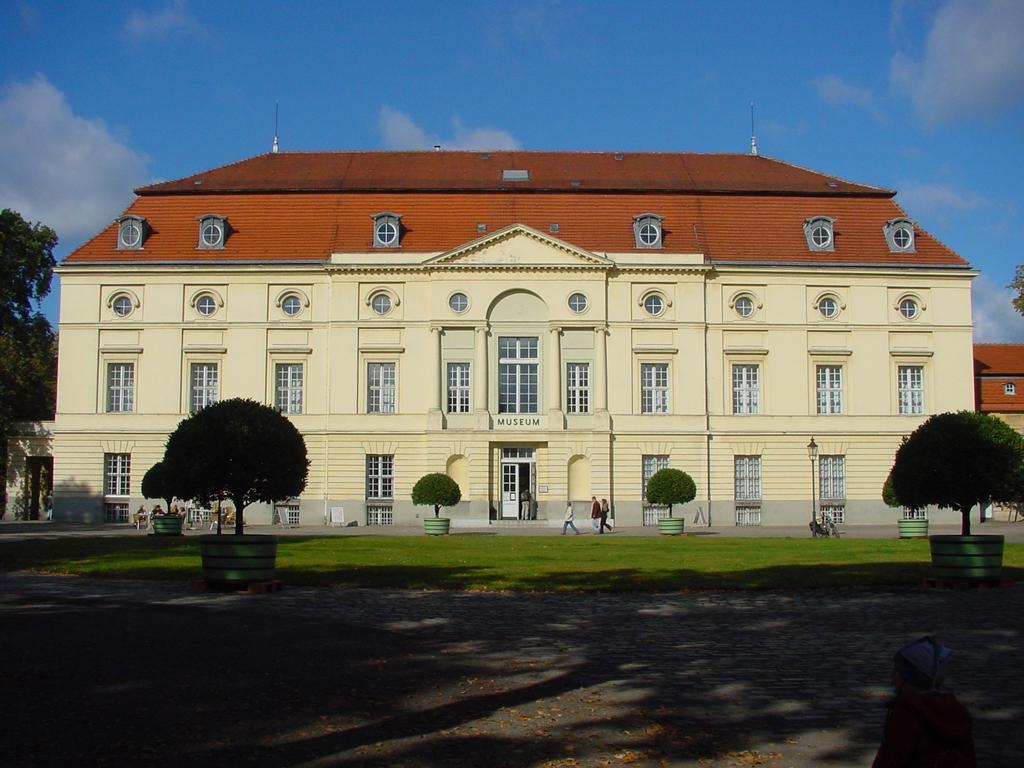
Дворцовый театр в Шарлоттенбурге. Берлин. 1787